# Collini-Center

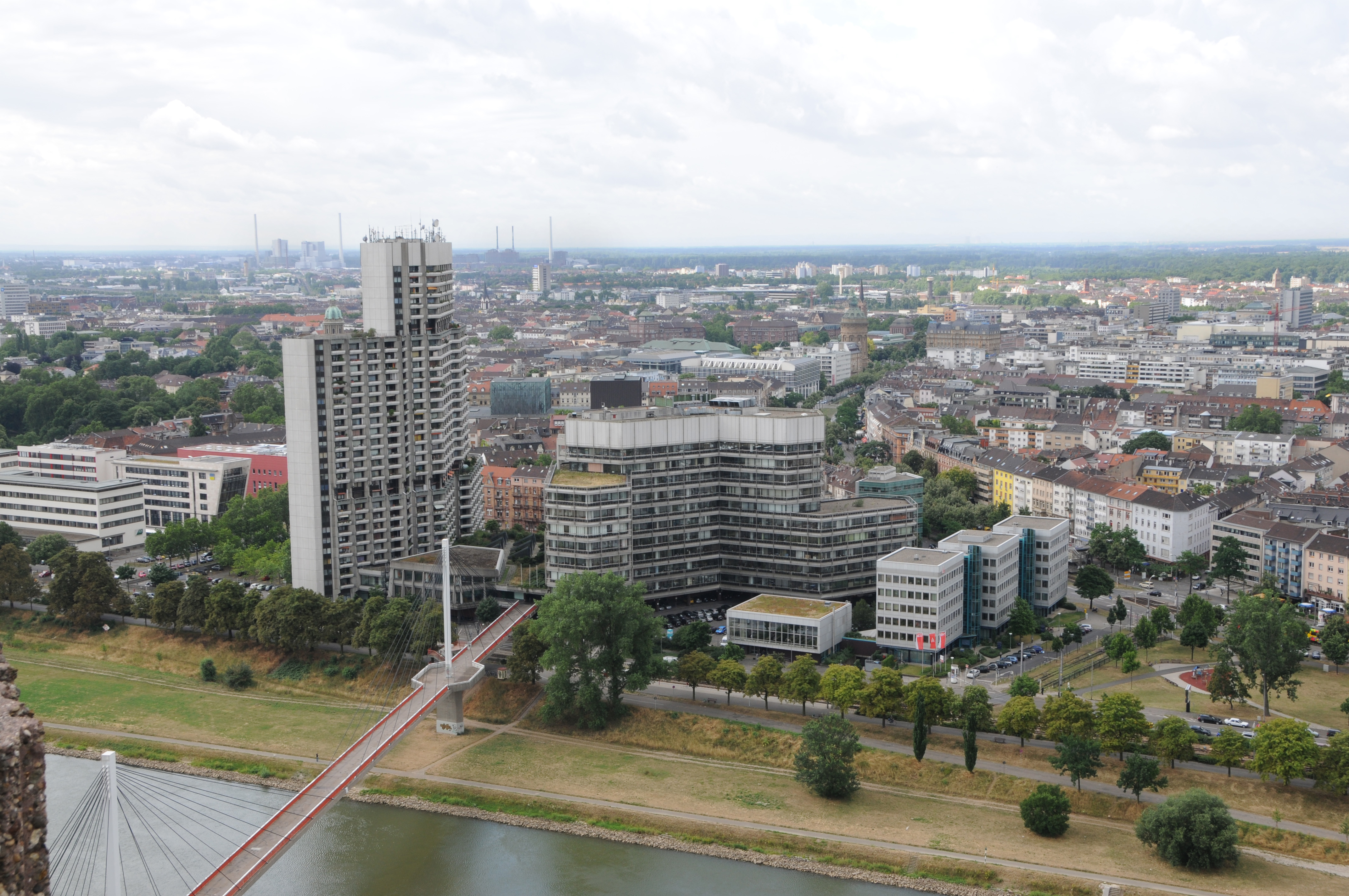
Blick von der Neckaruferbebauung Nord

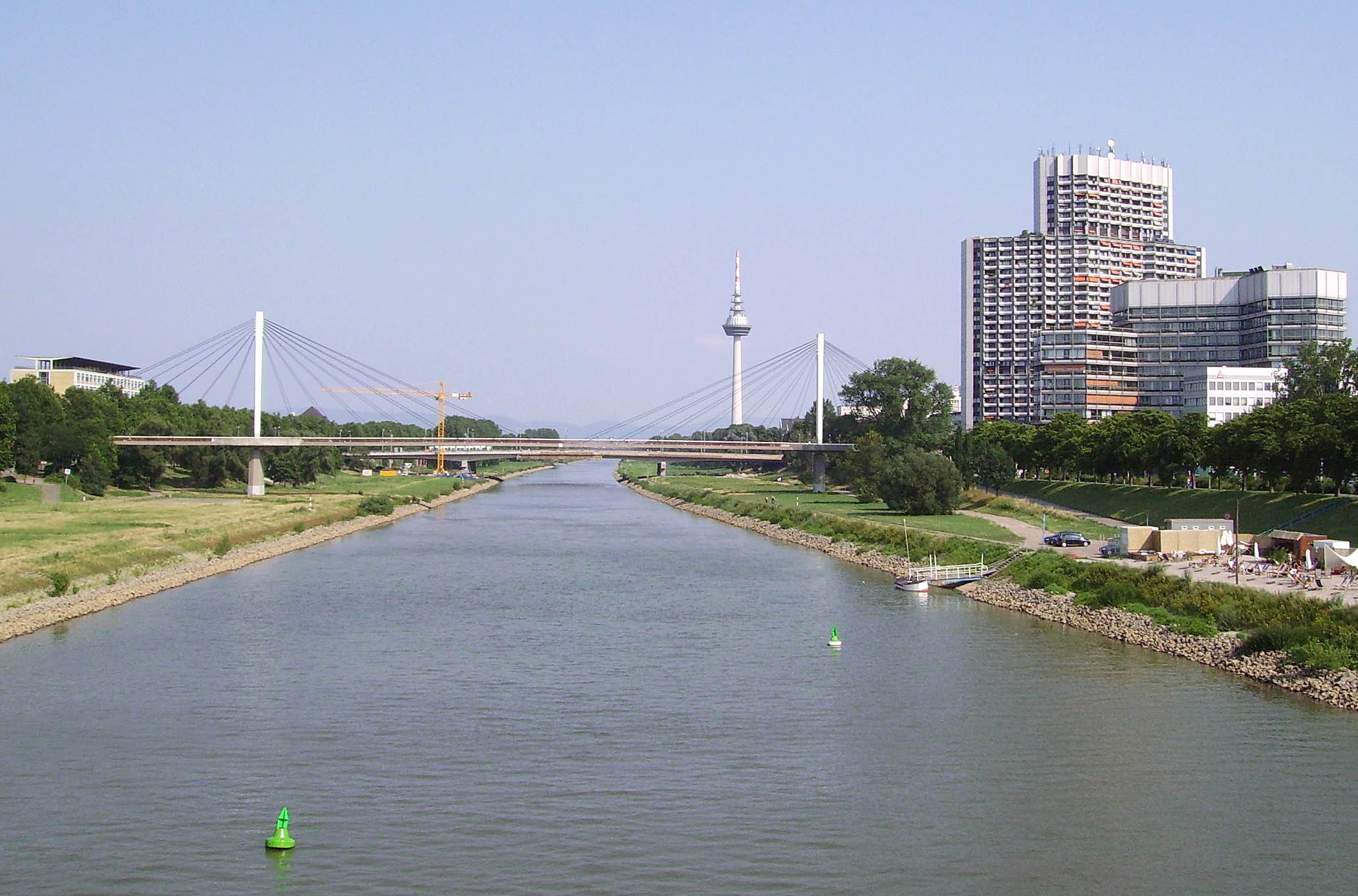
Collini-Center mit der Fußgängerbrücke Collini-Steg

Das Collini-Center liegt am nördlichen Rand der Innenstadt von Mannheim direkt am Neckar.

## Architektur
Das 95 Meter hohe Gebäude besteht aus einem höheren Wohnturm und einem niedrigeren Büroturm, der über eine zweigeschossige Passage zu erreichen ist. Im Bürotrakt waren bis zum Umzug ins neue Technische Rathaus die technischen Ämter der Stadt sowie weitere städtische Einrichtungen (Medienpädagogik u. a.) untergebracht. Durch den Neckarsteg ist das Collini-Center direkt mit dem Stadtteil Neckarstadt-Ost verbunden. Gegenüber liegen die drei markanten jeweils 100 Meter hohen Hochhäuser der Neckaruferbebauung Nord. Errichtet wurde es auf dem Gelände des 1971 stillgelegten Betriebshofs Collinistraße der Mannheimer Straßenbahn anlässlich der Bundesgartenschau 1975 und des damit verbundenen städtebaulichen Konzepts. Namensgeber für die Collinistraße und damit für das Collini-Center war Cosimo Alessandro Collini, der ab 1760 Hofhistoriograph und Leiter des Naturalienkabinettes am Mannheimer Hof war. Der Wohnturm ist in Privateigentum.
Charakteristisch ist der dreistufige turmförmige Aufbau mit wabenförmiger Balkonstruktur. Ursprünglich hatte ein 150 Meter hoher Büroturm mit 50 Geschossen entstehen sollen, umgeben von fünfgeschossigen Wohn- und Schulgebäuden. Hier sollten nach Vorstellung des Architekten Wohnen, Arbeiten und Freizeit unter einem Dach vereint werden. Nach einer Baugrunduntersuchung musste die Höhe auf 95 Meter reduziert werden, und auch die Nutzung wurde umgeplant. Der Wohnturm ist heute eines der höchsten Hochhäuser in Baden-Württemberg. Er befindet sich im Privatbesitz einer Eigentümergemeinschaft; dort leben rund 1300 Menschen.
Das Collini-Center wurde in die Liste bedrohter Brutalismus-Vertreter der Wüstenrot-Stiftung „#SOSBRUTALISM“ übernommen und ist auch Bestandteil der Stuttgarter Ausstellung „Bedrohte Arten – Erhalt vs. Abriss“ des Bundes deutscher Architekten (BdA) Baden-Württemberg.

## Geschichte
Der kleinere Büroturm wurde von der Neuen Heimat errichtet und von der Stadt Mannheim für die Unterbringung der technischen Ämter angemietet. 1984 kaufte die Stadt den Büroturm und den Verbindungstrakt mit Schwimmbad und Ladengalerie für 32 Millionen D-Mark. Das Schwimmbad steht seit 1990 leer. Der Büroturm befindet sich, ganz im Gegensatz zum sanierten Wohnturm, in sanierungsbedürftigem Zustand. Die Kosten hierfür wurden 2013 auf über 70 Millionen Euro geschätzt. Der Turm hatte daher abgerissen werden sollen. Die Stadt verkaufte es 2020 an die Deutsche Wohnwerte GmbH & Co. KG aus Heidelberg (deren Hauptgesellschafter ist die Zech Group). Ende 2021 übergab die Stadt das Gebäude an den Käufer, nachdem die darin befindlichen städtischen Ämter in das neue Technische Rathaus in der Nähe des Hauptbahnhofs im Glückstein-Quartier im Stadtteil Lindenhof gezogen waren.
Der Käufer der Collini-Centers, die Deutsche Wohnwerte, beantragte den Abriss. Bis zum 28. Februar 2023 konnten die Eigentümer des Collini-Wohnturms im Rahmen einer „Nachbarbeteiligung im Baugenehmigungsverfahren“ ihre Einwendungen gegen den Abrissantrag an das Bauamt Mannheim schicken.
Für einen Erhalt und eine Sanierung sowie Umbau zu einem Wohnhaus sprachen sich auch vermehrt Anwohner, Architekten und Kunsthistoriker aus. Bestandteil der Ausstellung „Gefährdete Arten – Erhalt vs. Abriss“ des BdA ist unter anderen ein Entwurf einer Architekturstudentin, in der sie im Rahmen ihrer Masterarbeit zeigt, wie ein Umbau des Büroturms zu einem Wohnhaus aussehen könnte. Gerade in Anbetracht des Klimawandels, der Ressourcen-Knappheit und steigender Kosten wäre eine Sanierung und Umwidmung in ein Wohnhaus der richtige Weg – das sieht auch das Landesdenkmalamt so: „Wir können nicht jedes Gebäude unter Denkmalschutz stellen. Aber wir wünschen uns natürlich ein Umdenken bei den Architekten, Investoren und Bauträgern.“ (Martin Hahn, Landesdenkmalamt Stuttgart). Durch die Sanierung würde ein Stück Mannheimer Stadt- und Architekturgeschichte erhalten bleiben, denn schließlich wurde das Collini-Center von Karl Schmucker, einem Mannheimer Architekten, entworfen und dieser wurde für seine Verdienste mit dem 12. Mannheimer Stein ausgezeichnet – zudem in dem von ihm entworfenen Collini-Center „Karl Schmucker schuf in unserer Stadt eine Reihe bedeutender, stadtbildprägender Gebäude“, würdigte Kulturbürgermeister Michael Grötsch die herausragenden Leistungen des Architekten Karl Schmucker und auch sein großes bauliches Engagement und seine Dienste um die Dokumentation der Baugeschichte Mannheims.
Im August 2023 genehmigte die Stadt Mannheim den Abriss des Büroturms. 2024 trat die Deutsche Wohnwerte vom Kauf zurück und begründete dies mit gestiegenen Baukosten durch die Corona-Pandemie und den Ukraine-Krieg, hohen Zinsen zur Baufinanzierung, aber auch projektbezogene Faktoren wie die geforderte hohe Anzahl von Stellplätzen und Integration von mietpreisreduziertem Wohnraum nach der Mannheimer Sozialquote. Das Gebäude fiel damit wieder an die Stadt Mannheim zurück.

## Nutzung
- Gebäude 1, Wohnhochhaus:
  - Etagen: 32 (davon 30 Wohnetagen)
  - Aufzüge: vier Personenaufzüge, ein Lastenaufzug
  - Wohnungen: 515 Ein- bis Vierzimmer-Apartments sowie Maisonette-Wohnungen

- Gebäude 2, zweigeschossige Geschäftspassage (geschlossen):
  - Stadtmedienzentrum Mannheim (SMZ)
  - Büro des Internationalen Filmfestivals Mannheim-Heidelberg
  - Cinema Quadrat (bis November 2019)
  - diverse Geschäfte
  - Hallenbad „Kurpfalz-Thermen“ (geschlossen)

- Gebäude 3, Büroturm, Stadt Mannheim, ehemals Technisches Rathaus (geschlossen)
  - Etagen 10
  - Aufzüge 4

Vor seinem Umzug in den Ochsenpferchbunker im März 2018 hatte das Stadtarchiv – Institut für Stadtgeschichte, nun Marchivum, seinen Sitz im Büroturm.

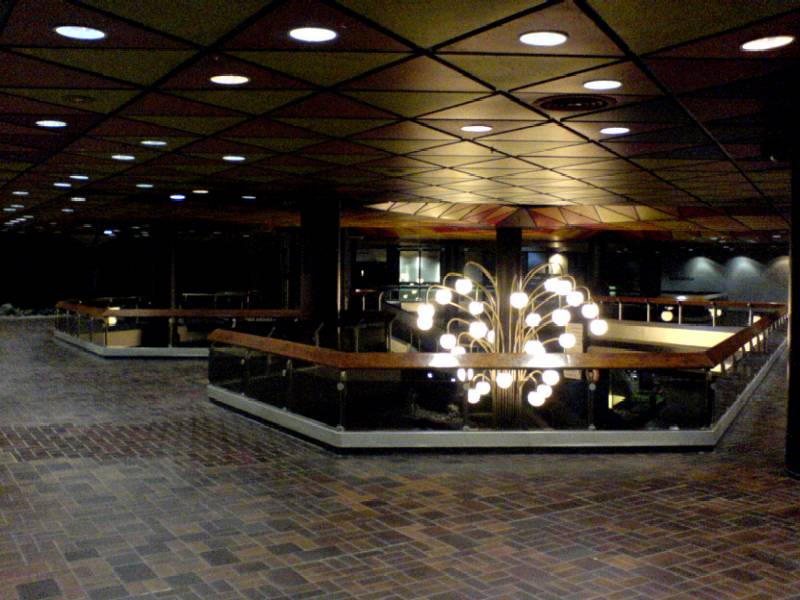
Verbindungstrakt zwischen Wohn- und Büroturm
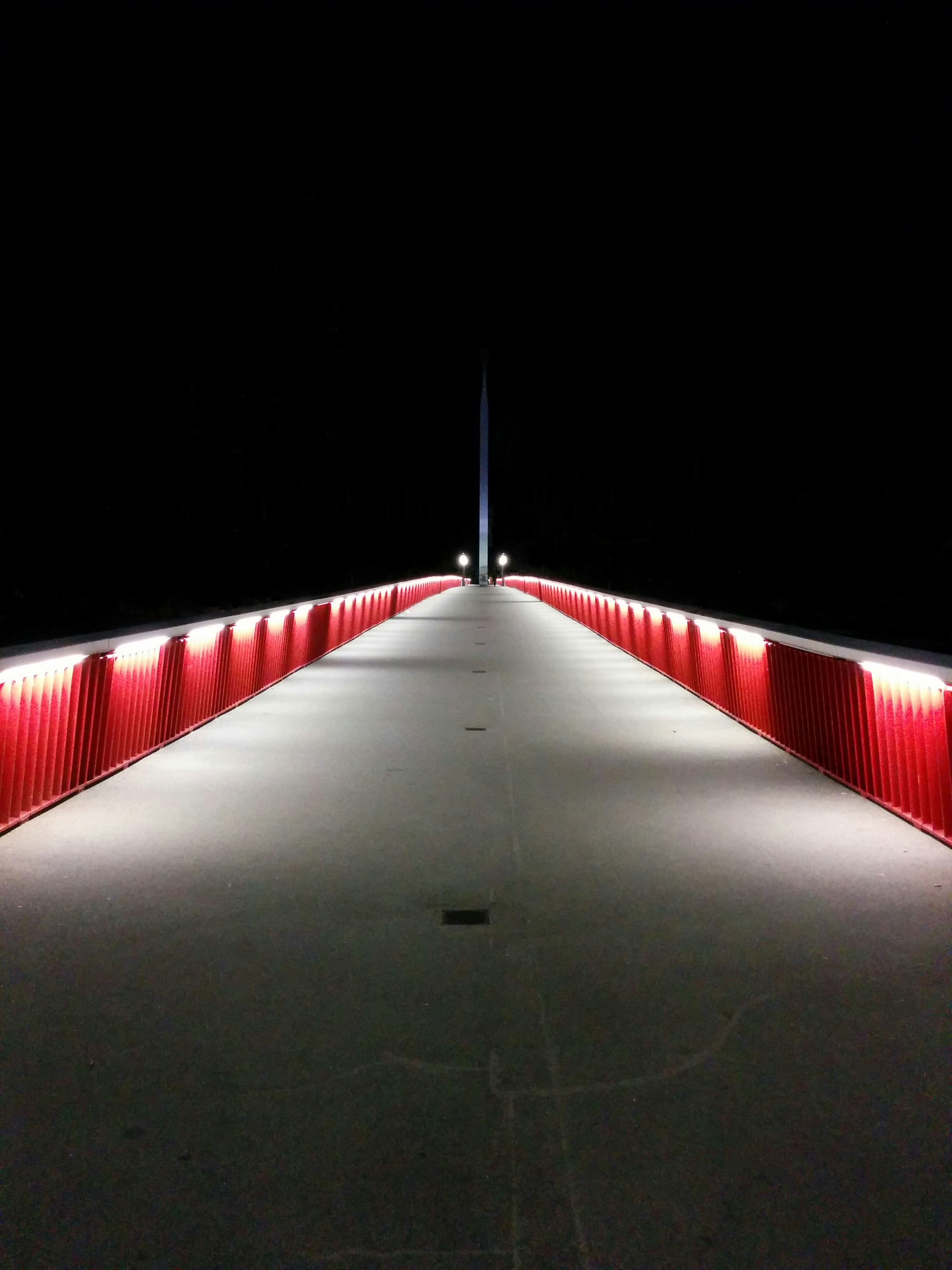
Der Neckarsteg Richtung Neckarstadt-Ost bei Nacht
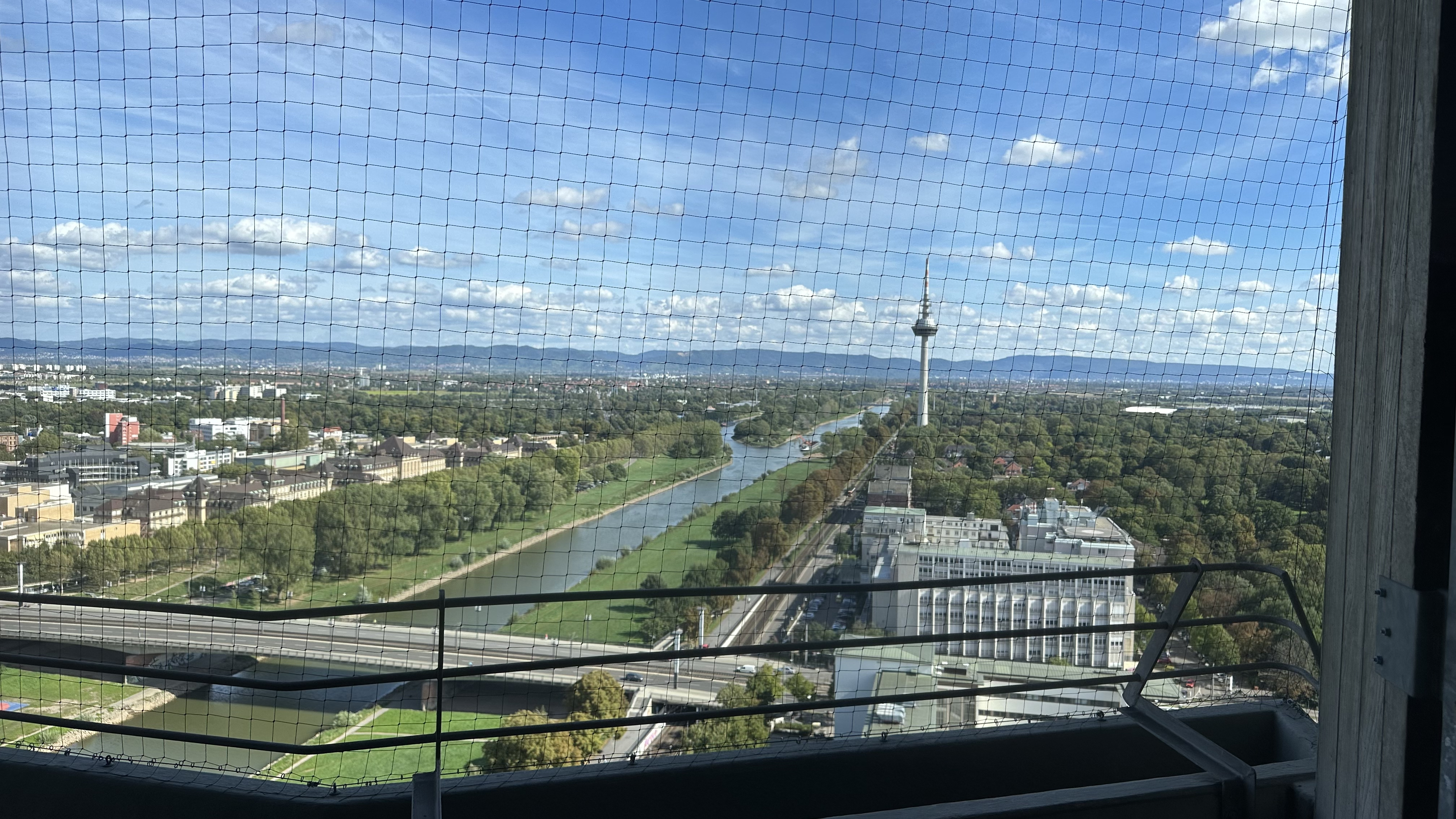
Ausblick aus dem Collini-Wohnturm Richtung Heidelberg und Odenwald im September 2023
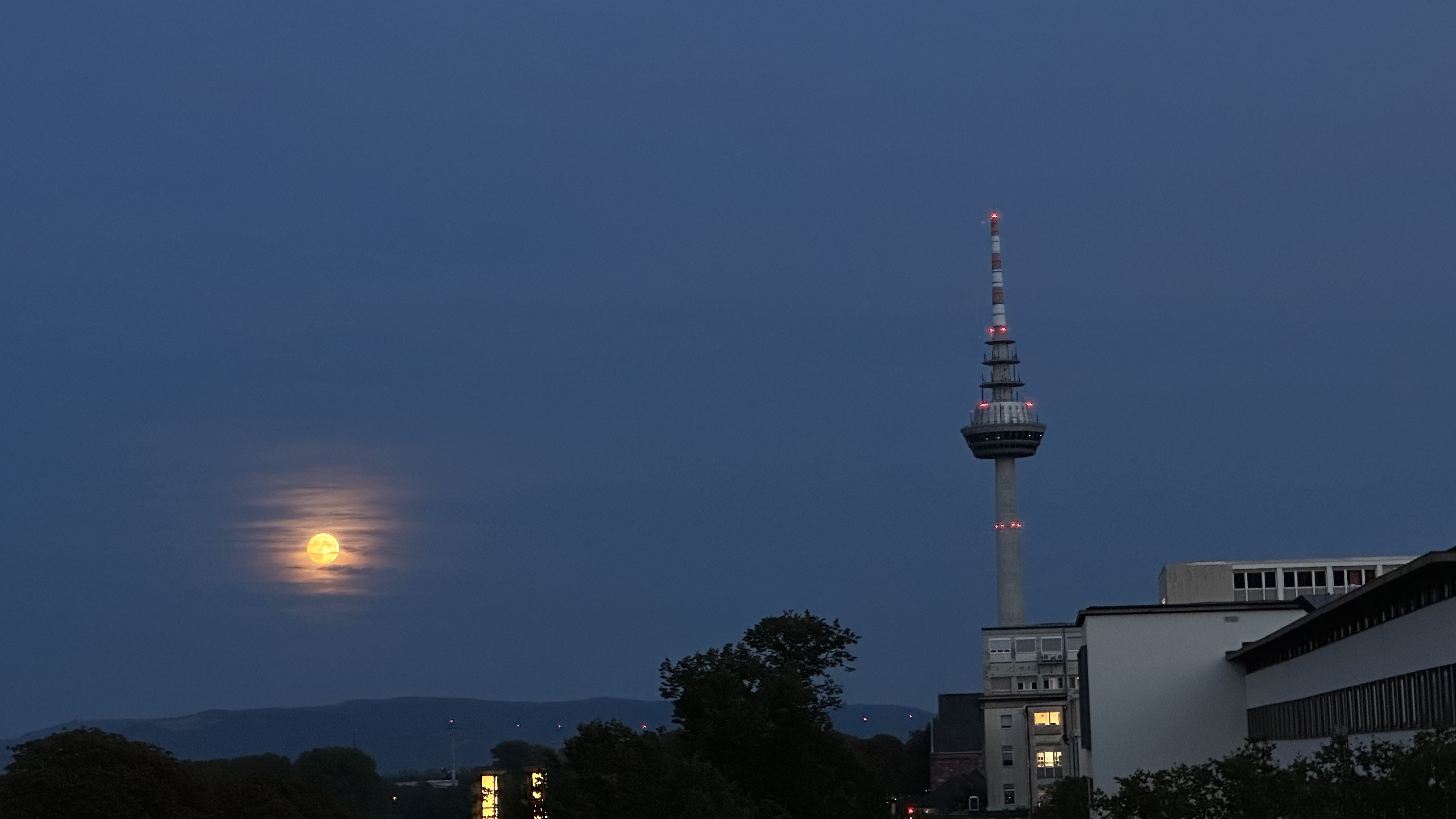
Ausblick aus dem Collini-Wohnturm bei Nacht
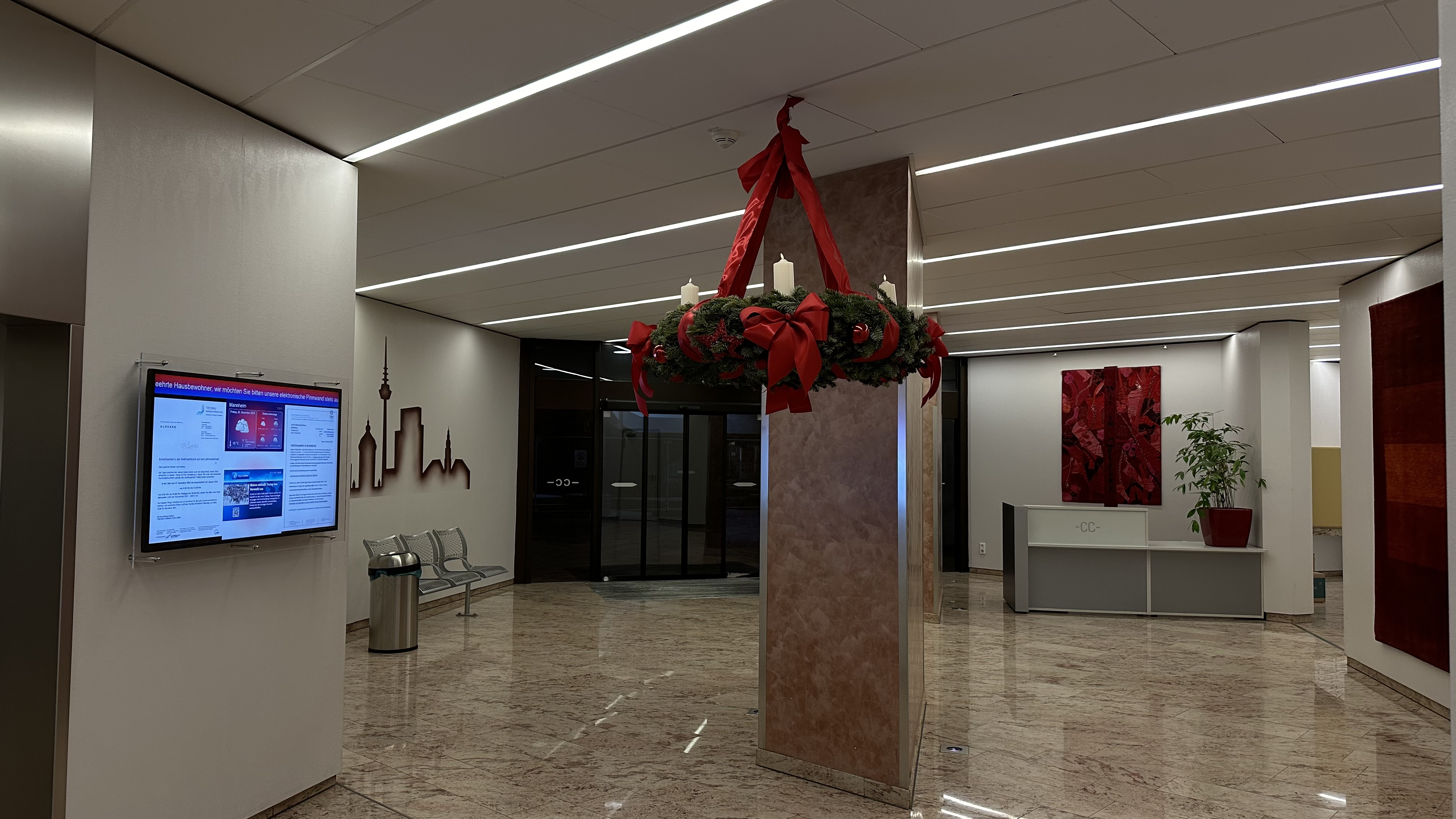
Foyer des Collini-Wohnturms im Dezember 2023